# Farmingdale (Nova York)
Farmingdale és una població dels Estats Units a l'estat de Nova York. Segons el cens del 2000 tenia 8.399 habitants.

## Demografia
Segons el cens del 2000, Farmingdale tenia 8.399 habitants, 3.216 habitatges, i 2.051 famílies. La densitat de població era de 2.869,8 habitants/km².
Dels 3.216 habitatges en un 28,3% hi vivien nens de menys de 18 anys, en un 50,2% hi vivien parelles casades, en un 9,5% dones solteres, i en un 36,2% no eren unitats familiars. En el 29,8% dels habitatges hi vivien persones soles l'11,5% de les quals corresponia a persones de 65 anys o més que vivien soles. El nombre mitjà de persones vivint en cada habitatge era de 2,55 i el nombre mitjà de persones que vivien en cada família era de 3,19.
Per edats la població es repartia de la següent manera: un 21,2% tenia menys de 18 anys, un 7,3% entre 18 i 24, un 35,2% entre 25 i 44, un 21,6% de 45 a 60 i un 14,7% 65 anys o més.
L'edat mediana era de 38 anys. Per cada 100 dones de 18 o més anys hi havia 92,5 homes.
La renda mediana per habitatge era de 58.411 $ i la renda mediana per família de 68.235 $. Els homes tenien una renda mediana de 46.104 $ mentre que les dones 36.021 $. La renda per capita de la població era de 27.492 $. Entorn del 3% de les famílies i el 5,6% de la població estaven per davall del llindar de pobresa.